# Johannes Rogalla von Bieberstein
Johannes Ludwig Hermann Wilhelm Joachim Karl Rogalla von Bieberstein (* 27. Juli 1940 in Leipzig; † 8. November 2021 in Leopoldshöhe) war ein deutscher Historiker und Bibliothekar. Seine Bücher über Verschwörungstheorien und über das Schlagwort vom Jüdischen Bolschewismus, dem er einen rationalen Kern zuschrieb, wurden vielfach beachtet. Einige Verlage, in denen er publizierte, und einige Zentren, in denen er referierte, werden der Neuen Rechten zugeordnet.

## Familie
Er entstammte der ostpreußischen Adelsfamilie Rogalla von Bieberstein und war der Sohn des Oberstleutnants Hermann Rogalla von Bieberstein (1907–1975), der nach dem 20. Juli 1944 verhaftet und als unehrenhaft aus der Wehrmacht entlassen wurde, und der Marie Gräfin von Zech-Burkersroda (1917–1995).

## Leben
1945 flüchtete die Mutter von Johannes Rogalla von Bieberstein mit ihm und seiner Schwester aus Goseck in der Provinz Sachsen in den Westen. Er studierte Neuere und Osteuropäische Geschichte, Slawistik und Politische Wissenschaften in Göttingen, München, Paris und London. 1968 legte er das Magisterexamen ab. 1972 promovierte er an der Ruhr-Universität bei Rudolf Vierhaus  mit einer Arbeit über Verschwörungstheorien zum Dr. phil. Im selben Jahr trat er in den Höheren Bibliotheksdienst ein und legte 1974 am Kölner Bibliothekar-Lehrinstitut seine Assessorprüfung ab. Im Jahre 1976 erschien im Peter-Lang-Verlag seine überarbeitete Dissertation, die auch ins Japanische übersetzt wurde.
Rogalla von Bieberstein übernahm 1974 die Leitung der damals im Aufbau befindlichen Fachbibliothek Soziologie der Universitätsbibliothek Bielefeld. 1978 führte er im Auftrag des Kultusministers eine Erhebung über literarische Nachlässe in Nordrhein-Westfalen durch und erstellte ein Gutachten, das 1979 veröffentlicht wurde. 1980 stieg er zum Bibliotheksdirektor auf. Er wurde in die „Wissenschaftliche Kommission zur Erforschung der Freimaurerei“ an der Universität Innsbruck berufen und führte seine Forschungen über die „Verschwörerthese“ fort. Er war Ehrenritter des Johanniterordens.

## Werk

### Analyse von Verschwörungstheorien
Rogalla von Biebersteins Dissertation hatte Die These von der Verschwörung 1776–1945. Philosophen, Freimaurer, Juden, Liberale und Sozialisten als Verschwörer gegen die Sozialordnung zum Thema. Darin entlarvte er diese Weltverschwörungsthesen als fixe Idee und machte Angst als ihr Motiv aus. In der These eines freimaurerischen Komplotts hinter der Französischen Revolution sieht er einen „wahnhafte Züge tragenden Verschwörungsglauben“ und sieht dessen Ursprung in antimodernistisch-klerikalen Kreisen.
Das Buch wurde positiv rezensiert. Elisabeth Fehrenbach hebt in der Historischen Zeitschrift die Gründlichkeit hervor, mit der Rogalla von Bieberstein Entstehung, Funktion und Wirkung der konservativen Verschwörungsthesen um 1800 analysiert. Ihre Verwendung nach 1848 werde allerdings nur kursorisch behandelt. Sie glaubt, dass er mehr, als er zugeben wolle, der Studie Klaus Epsteins über die Ursprünge des deutschen Konservatismus von 1966 verdanke, insgesamt aber habe Rogalla von Bieberstein eine „aufschlußreiche Analyse der politischen Wirksamkeit der Verschwörungsthesen als Bewußtseinshaltung sowie als agitatorisches Kampfinstrument“ geliefert.
Der französische Antisemitismusforscher Léon Poliakov nimmt Rogalla von Bieberstein gegen Fehrenbachs Vorwurf des Plagiats in Schutz: In seiner enorm materialreichen Arbeit zeige er auf, dass „die antisemitischen und antimasonischen Obsessionen des Dritten Reichs keineswegs der Fantasie des Führers und seiner Stellvertreter entstammten“, sondern eine Erweiterung der in der Hauptsache katholischen Propaganda seien.
Auch der israelische Historiker Walter Grab sieht Rogalla von Biebersteins Buch als Beitrag zur Vorgeschichte des Nationalsozialismus. Die zahlreichen Versionen der Verschwörungstheorie, die er zitiere, zeigten den deutlichen Unterschied zwischen einem traditionellen und einem rassistischen Antisemitismus. Rogalla von Biebersteins Warnung vor Verschwörungstheorien als extrem gefährlichem Mittel der Massenmanipulation mit tödlichen Konsequenzen seien viele Leser zu wünschen.
Der französische Historiker Laurent Theis bezeichnet das Buch in den Annales als erste geschichtswissenschaftliche Synthese, die dem Verschwörungsthema gewidmet ist, und lobt Rogalla von Biebersteins große Genauigkeit in der Entdeckung und Auswertung von Quellen. Seine Rezension schließt mit dem Wunsch, „dieser vielversprechende Versuch möge nicht ohne Nachfolger bleiben“.
Manfred Agethen hebt 1987 lobend hervor, dass Rogalla von Bieberstein die Verschwörungstheorie als irrational gesteuerten Versuch beschreibt, „die elementaren mentalen und soziopolitischen Veränderungsprozesse zu erklären, die man um sich her beobachtete“ Auch der Erkenntnis, dass solche Sündenbocktheorien zu allen Zeiten und von allen politische Lagern „gegenüber sozialen Randgruppen, kulturellen Minderheiten o . ä. instrumentalisiert werden können“, stimmt er zu.

### „Jüdischer Bolschewismus“
Im Jahre 2002 veröffentlichte Rogalla von Bieberstein in der Edition Antaios sein Buch „Jüdischer Bolschewismus“. Mythos und Realität. Darin vertrat er die These, dass die überproportionale Zahl von Juden, die sich an den Bolschewiki und den Trägern der ungarischen Räterepublik von 1919 an „die materielle Voraussetzung für pauschale Diffamierungen und Verschwörungstheorien“ gebildet habe. Ernst Nolte verfasste ein Vorwort, in dem er Rogalla von Bieberstein bescheinigte, seine Studie spreche  „einem so besonders folgenreichen und verhängnisvollen Teil der nationalsozialistischen Propagandaschriften ein gewisses Ausmaß von Recht zu“.
In der Hohmann-Affäre 2003 bezog sich Martin Hohmann in seinem als antisemitisch kritisierten Vortrag auf Rogalla von Bieberstein, der daraufhin als sein angeblicher Stichwortgeber in die Kritik geriet.
Das Internetportal haGalil und der Bielefelder Soziologe Lutz Hoffmann kritisierten Bieberstein scharf. Letzterer schrieb: „Ein Grund für das von Seite zu Seite wachsende Unbehagen ist der, dass der Autor eine ganz bestimmte Art von Reduktion“ vornehme. So reduziere Bieberstein den Sozialismus auf den „Kampf gegen die christlich-bürgerliche Welt“ und klammere „Positives des Sozialismus“ aus. Menschen jüdischer Herkunft würde er auf ihre Herkunft reduzieren und betreibe eine „regelrechte Judenriecherei“. Der Historiker Klaus-Peter Friedrich wundert sich, dass er die Propagandastrategie der Rechten nicht analysiert, obwohl er doch mit seiner Dissertation in der Analyse von Verschwörungstheorien hervorgetreten ist. Rogalla reihe nur aus dem Zusammenhang gerissene kurzen Zitate aneinander, um die Verwicklung von Juden in die kommunistische Bewegung zu belegen, wobei er, wer als Jude zu werten sei, nach einer „rassischen“ Definition bestimme. Von der neueren Antisemitismusforschung nehme er keine Notiz, das Fazit sei „dürftig“. Der Osteuropahistoriker Leonid Luks kritisiert, Rogalla von Bieberstein übertreibe den Einfluss von Juden auf die Entstehung der Arbeiterbewegung „maßlos“. Sein Versuch, die russische Revolution mit dem Wirken von Juden statt mit den Spannungen innerhalb der russischen Gesellschaft zu erklären, gehen an der Sache vorbei. Insgesamt handele es sich „bei dieser Schrift nicht um eine gründliche wissenschaftliche Untersuchung, sondern im wesentlichen um ein tendenziöses Pamphlet“ Gerd Koenen kritisiert in einer Rezension der Neuauflage des Buches 2010 die These, der Bolschewismus sei zu wesentlichen Teilen jüdisch gewesen: „Die tragende und formative Rolle jüdischer Unternehmer, Finanziers, Buch- und Zeitungsverleger, Filmproduzenten, Literaten, Wissenschaftler“ hätten ja auch nicht „den industriellen Kapitalismus,  die  Künste,  Literaturen  oder  Wissenschaften  des  Zeitalters  als Ganze „jüdisch“ gemacht“.
Kritik an ihm und seinem Buch wies Rogalla von Bieberstein bei einer gemeinsamen Veranstaltung des Studienzentrums Weikersheim und der Staats- und Wirtschaftspolitischen Gesellschaft zurück. Beide genannten Institutionen werden ebenso wie seine Verlage Edition Antaios und Ares der Neuen Rechten zugeordnet.
Richard S. Levy, University of Illinois at Chicago, bat Rogalla von Bieberstein für die u. a. von ihm 2005 herausgegebene Enzyklopädie „Antisemitism - A Historical Encyclopedia of Prejudice and Persecution“ den Artikel „Jewish Bolshevism“ zu verfassen.

## Schriften
- Archiv, Bibliothek und Museum als Dokumentationsbereiche. Verl. Dokumentation, Pullach bei München 1975 (Bibliothekspraxis Bd. 16).
- Die These von der Verschwörung 1776–1945. Philosophen, Freimaurer, Juden, Liberale und Sozialisten als Verschwörer gegen die Sozialordnung. Lang, Frankfurt/M. 1976 (Teilw. zugl.: Bochum, Univ., Diss., 1972), ISBN 3-261-01906-9; 2. verb. und verm. Aufl., Lang, Frankfurt 1978, ISBN 3-261-01906-9; Neuauflage, Flensburger Hefte Verlag, Flensburg 1992, ISBN 3-926841-36-2.
- Literarische Nachlässe in Nordrhein-Westfalen. Greven, Köln 1979, ISBN 3-7743-0901-9.
- Preußen als Deutschlands Schicksal. Ein dokumentarischer Essay über Preußen, Preußentum, Militarismus, Junkertum und Preußenfeindschaft. Minerva, München 1981, ISBN 3-597-10336-7.
- „Vom Antimasonismus zum (Vernichtungs-) Antisemitismus“, in: Helmut Reinalter (Hrsg.): Freimaurerische Historiographie im 19. und 20. Jahrhundert. Freimaurerische Forschungsgesellschaft, Bayreuth 1996, S. 99ff.
- Adelsherrschaft und Adelskultur in Deutschland. Lang, Limburg 1998 (Aus dem Deutschen Adelsarchiv, Bd. 14), ISBN 3-7980-0686-5 (3. Aufl. 1998).
- Die These von der Verschwörung der Freimaurer, S. 75–88, in: Verschwörungstheorien. Anthropologische Konstanten - historische Varianten / hrsg. von Ute Caumanns und Mathias Niendorf, Osnabrück 2001, ISBN 978-3-929759-47-1
- Die demokratische und sozialistisch-kommunistisch-jüdische „Verschwörung“, S. 100–114, in: Helmut Reinalter (Hrsg.): Typologien des Verschwörungsdenkens. Innsbruck 2004, ISBN 978-3-7065-4023-0
- „Jüdischer Bolschewismus“. Mythos und Realität. Mit einem Vorwort von Ernst Nolte. Verlag Edition Antaios, Dresden 2002, ISBN 3-935063-14-8; 2. überarb. Auflage, Ares Verlag, Graz 2010, ISBN 978-3-902475-75-6.
- Der Mythos von der Verschwörung. Philosophen, Freimaurer, Juden, Liberale und Sozialisten als Verschwörer gegen die Sozialordnung. Marix, Wiesbaden 2008, ISBN 978-3-86539-162-9.
- Die Herren von Burkersroda und von Heßler und Grafen von Zech, sonst von Burkersroda. Ein Geschlecht an Saale und Unstrut 1144–1945. Selbstverlag, Leopoldshöhe 2008.
- Schwulenkult und feministischer Geschlechterkampf. Wie der „sex-positive“ Geschlechterkrieg Kirche und Gesellschaft verändert. Ares, Graz 2015, ISBN 978-3-902732-39-2.